# Eben

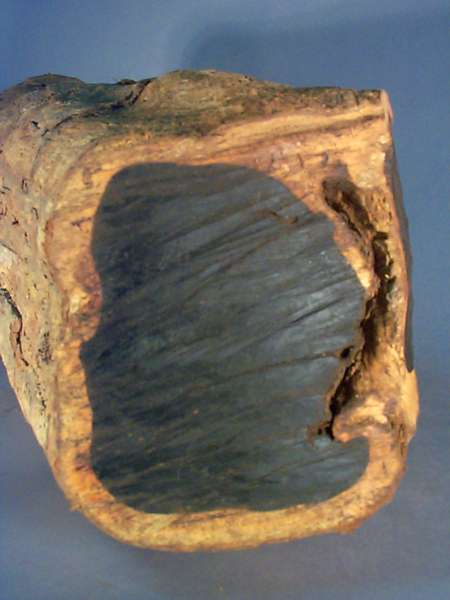
Surové ebenové dřevo na řezu

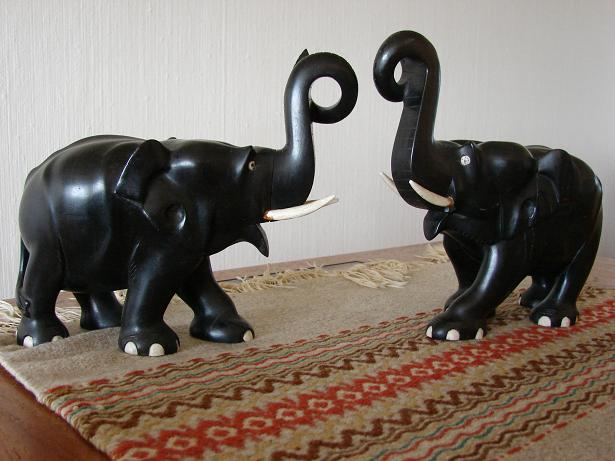
Sloni z ebenu

Eben je velmi tvrdé a těžké dřevo černé barvy s jemnou strukturou. Pochází z tropických stromů rodu tomel (Diospyros) z čeledi ebenovitých. Používá se k výrobě nábytku, hudebních nástrojů (resp. jejich částí jako hmatníků), ozdobných předmětů, intarzii či v řezbářství.
Stromy rostou většinou v nižších nadmořských výškách tropických lesů, rostou pomalu a zralosti dosahují ve věku mezi 60-200 lety. Všechny druhy mají velmi úzkou, šedobílou běl a velmi tmavé, někdy zcela černé jádro. Hustota ebenu je silně závislá na druhu, obvykle dosahuje asi 1000 kg/m³, rozsah je ale velmi proměnlivý od 900 až 1300 kg/m³ a dřevo je možné díky jeho hustotě potopit ve vodě. Jde o dřevo velmi tvrdé, obtížně obrobitelné, se sklonem k odštipování, ale velmi dobře se leští. Brusný prach může vyvolat podráždění pokožky, očí a plic.

## Druhy
Uváděno bývá až 10 druhů komerčně užívaného ebenového dřeva, přičemž každý pochází z odlišného druhu rostliny a geografické oblasti:
- kamerunský nebo také africký eben (ze stromu Diospyros crassiflora) – pochází z Afriky a je nejrozšířenějším druhem na trhu. Často má černou barvu, většinou se šedými žilkami. Pouze asi 10 % kmenů má jednolitou černou barvu.
- cejlonský eben (Diospyros ebenum) – je nejlepším druhem, ovšem v současnosti není téměř k dispozici. Je velmi těžký, dobře leštitelný a snadno opracovatelný, prakticky bez znatelných pórů. Odolává povětrnostním vlivům i termitům. Barva tohoto druhu byla většinou tmavě hnědá. Ebenový nábytek vyráběný v 16. až 19. století pocházel většinou z cejlonského ebenu.[2]
- madagaskarský eben (Diospyros perrieri) – tmavě hnědé barvy, s velmi jemnými póry, odolný proti povětrnostním vlivům i termitům. Má hustotu asi 1,0 kg/dm³.
- makassarský eben (Diospyros celebica) z Indonésie – patří k „barevnějším“ druhům. V běli je žlutavě bílé, jádrové dřevo je černé s velmi charakteristickým světle žlutým až hnědým podélným žilkováním.[5]
- eben Mun (Diospyros mun) – pochází z Laosu a Vietnamu. Je podobný makassarskému.

Existují i další tzv. tmavá dřeva, která pocházejí z rostlin jiných rodů. Mezi ně patří například palisandr (anglicky rosewood) z rostlin rodu Dalbergia.
Ne všechny rostliny stejného druhu ale musí eben obsahovat – v některých stromech se nemusí černé barvivo vůbec vyvinout. Výzkumy vzniku černého barviva ve dřevě poukazují na možnou souvislost tvorby barviva s obranou proti mikroorganismům nebo houbám při poranění kořenů nebo větví stromu.

## Historie
Ebenové řezbářské výrobky se našly už v hrobkách staroegyptských i perských panovníků, v 18. století začalo ebenové dřevo převažovat v nábytkářství a díky tomu že nerezonuje i ve výrobě hudebních nástrojů.
Vzhledem ke své ceně bylo ebenové dřevo v minulosti nahrazováno barvenými domácími dřevy (včetně třeba hruškového nebo jabloňového dřeva). Recepty, jak napodobit ebenové dřevo, se objevují již v 17. století (mořilo se cínovou solí a poté se natíralo železitoduběnkovým inkoustem, následně se ještě leštilo a napouštělo voskem nebo olejem). Během 18. a 19. století se objevily podrobnější příručky s technologickými postupy moření dřeva. Nábytek vyrobený ze skutečného ebenu byl pak povinně cejchován, aby se od obyčejného mořeného dřeva dal vůbec odlišit. Tento postup simulace ebenového dřeva mořením byl použit i na vitrínách určených pro minerály a horniny v Národním muzeu v Praze.
Ebenové dřevo roste pomalu a stromy jsou spíše malé (většinou kolem 4–15 metrů, jen velmi zřídka jsou vyšší než 60 metrů), proto se stalo během několika století těžby kriticky ohroženým a mnohé druhy byly zahrnuty do úmluvy CITES. Jeho cena výrazně stoupla a je dnes předmětem černého trhu. (K identifikaci dřeva při potvrzování jeho původu v případě podezření na ilegální obchod se používá jak genetická analýza, anatomie, tak hmotnostní spektrometrie.)